# Ubiraci Rodrigues da Costa
Ubiraci Rodrigues da Costa – bekannt unter dem Namen Costa Biriba – (* 26. Juli 1945 in São Paulo) ist ein brasilianischer Tischtennisspieler. Er nahm an den Weltmeisterschaften 1959, 1961 und 1963 teil. Er gilt als bisher (2021) bester brasilianischer Tischtennisspieler.

## Werdegang
Costa Biriba spielt als Rechtshänder im Penholder-Stil. Schon früh zeigte er sein Talent. Als er 13 Jahre alt war, traten japanische Nationalspieler in verschiedenen Städten Südamerikas auf. Dabei gewann Costa Biriba gegen Toshiaki Tanaka und Ichirō Ogimura.
Erstmals nahm er an der Weltmeisterschaft 1959 teil. Hier war er der jüngste Aktive. Der brasilianischen Mannschaft verhalf er zu Platz 6. U.a. gewann er gegen Radu Negulescu (Rumänien) und Alex Ehrlich (Polen), im Einzel schied er in der dritten Runde gegen den Japaner Ichirō Ogimura aus.
Bei der Weltmeisterschaft 1961 in China besiegte er den amtierenden Weltmeister Rong Guotuan. Nicht so gut lief es bei der nächsten WM 1963. Er gewann gegen Jaroslav Kunz (CSSR).
1964 bestritt er mit Richard Bergmann einige Schaukämpfe, danach zog er sich zunächst vom Tischtennissport zurück. Etwa 10 Jahre später wurde er wieder aktiv, spielte vorwiegend auf nationaler Ebene. 1996 und 1998 trat er bei der Senioren-Weltmeisterschaft an.

## Privat
Costa Biriba hat zwei Schwestern und zwei Brüder. Er verdient seinen Lebensunterhalt als Steuerberater.